# Episodi di The Cleaning Lady (prima stagione)
La prima stagione della serie televisiva The Cleaning Lady è stata trasmessa in prima visione assoluta negli Stati Uniti d'America da Fox dal 3 gennaio al 14 marzo 2022.
In Italia la prima stagione viene trasmessa in prima visione, in seconda serata, da Italia 1 dal 4 luglio al 5 settembre 2022.
| n° | Titolo originale             | Titolo italiano                  | Prima TV USA     | Prima TV Italia  |
| -- | ---------------------------- | -------------------------------- | ---------------- | ---------------- |
| 1  | TNT                          | Il silenzio è finito             | 3 gennaio 2022   | 4 luglio 2022    |
| 2  | The Lion's Den               | La fossa del leone               | 10 gennaio 2022  | 5 luglio 2022    |
| 3  | Legacy                       | Regali di nozze                  | 24 gennaio 2022  | 11 luglio 2022   |
| 4  | Kabayan                      | Kabayan                          | 24 gennaio 2022  | 18 luglio 2022   |
| 5  | The Icebox                   | La ghiacciaia                    | 7 febbraio 2022  | 25 luglio 2022   |
| 6  | Mother's Mission             | La missione della madre          | 14 febbraio 2022 | 1º agosto 2022   |
| 7  | Our Father, Who Art in Vegas | Padre nostro che sei a Las Vegas | 21 febbraio 2022 | 15 agosto 2022   |
| 8  | Full on Gangsta              | Un covo di gangster              | 28 febbraio 2022 | 22 agosto 2022   |
| 9  | Coming Home Again            | Ritorno a casa                   | 7 marzo 2022     | 29 agosto 2022   |
| 10 | The Crown                    | La corona                        | 14 marzo 2022    | 5 settembre 2022 |